# Liste bekannter Graeco-Arabisten
Die Liste bekannter Graeco-Arabisten erfasst Arabisten und Gräzisten, die wissenschaftlich auf dem Gebiet der Graeco-Arabica, das heißt der Rezeption griechischer Sprache und Literatur vor allem in Gestalt von direkten oder über das Syrische erfolgten Übersetzungen ins Arabische arbeiten.
| Wissenschaftler                           | Nationalität         | Wirkungsort | Qualifikationen                                                       | Graeco-arabische Forschungsschwerpunkte | Bild |
| ----------------------------------------- | -------------------- | --- | --------------------------------------------------------------------- | --- | ---- |
| Peter Adamson (* 1972)                    | US-Amerikaner        | Universität München King’s College London                                                                                              | Philosophie                                                           | Griechische und arabische Philosophie, Die Theologie des Aristoteles (Der arabische Plotin) |      |
| Anna Ayşe Akasoy (* 1977)                 | Deutsche             | Ruhr-Universität Bochum | Orientalistik                                                         | Arabische Übersetzung der Nikomachischen Ethik des Aristoteles |      |
| Georges Anawati (1905–1994)               | Ägypter              | Institut dominicain d’études orientales, Kairo                                                                                         | Katholische Theologie Arabistik                                       | Rezeption des Neuplatonismus in der arabischen Philosophie |      |
| Rüdiger Arnzen (* 20. Jh.)                | Deutscher            | Thomas-Institut, Köln Universität Bochum                                                                                               | Arabistik Philosophie Orientalistik (Persische Sprache und Literatur) | Rezeption von Platon und Aristoteles in der arabischen Philosophie Al-Nayrizi, Al-Qabisi, Averroes Übersetzungstechniken sowie philosophische und naturwissenschaftliche Terminologie Graeco-arabische Lexikographie: A Greek and Arabic Lexicon (in Zusammenarbeit mit Gerhard Endress und Dimitri Gutas)                                                         |      |
| Carmela Baffioni (* 1951)                 | Italienerin          | Universität Neapel L’Orientale | Arabistik                                                             | Rezeption des Aristoteles (De Interpretatione, Meteorologica) und des Atomismus in der arabischen Philosophie, besonders bei Averroes |      |
| Gotthelf Bergsträsser (1886–1933)         | Deutscher            | Universität München Universität Heidelberg Universität Breslau Universität Königsberg Humboldt-Universität Berlin Universität Istanbul | Philosophie Klassische Philologie Semitische Philologie               | Hunayn ibn Ishaq, syrische und arabische Hippokrates- und Galen-Übersetzungen |      |
| Amos Bertolacci (* 20. Jh.)               | Italiener            | Scuola Normale Superiore di Pisa | Arabistik                                                             | Rezeption der Metaphysik des Aristoteles in der arabischen Philosophie, besonders bei Avicenna und Albertus Magnus |      |
| Hans Hinrich Biesterfeldt (* 1943)        | Deutscher            | Universität Bochum | Arabistik                                                             | Galen-Übersetzung ins Arabische, Enzyklopädistik |      |
| Deborah Louise Black (* 1958)             | Kanadierin           | Universität Toronto | Philosophie                                                           | Rezeption der Rhetorik und der Poetik des Aristoteles in der arabischen Philosophie des Mittelalters |      |
| Véronique Boudon-Millot (* 1962)          | Französin            | CNRS, Paris | Klassische Philologie                                                 | Arabische Übersetzungen griechischer Texte zur Medizin des Altertums, insbesondere des Galen |      |
| Rémi Brague (* 1947)                      | Franzose             | Universität München Universität Paris IV-Sorbonne Université de Bourgogne                                                              | Philosophie Klassische Philologie Hebraistik Arabistik                | vergleichende Ideengeschichte der antiken und mittelalterlichen Kulturen |      |
| Charles Edwin Butterworth (* 1938)        | US-Amerikaner        | Universität Maryland | Philosophie Islamwissenschaft Arabistik Politikwissenschaft           | Übersetzung und Rezeption des Organon, der Rhetorik und der Poetik des Aristoteles durch Averroes, der Nomoi Platons durch Al-Farabi |      |
| Salvatore Cusa (1822–1893)                | Italiener            | Universität Palermo | Arabistik                                                             | Graeco-arabische Diplomatik des Mittelalters |      |
| Ismael M. Dahiyat (* 20. Jh.)             | Jordanier            | State University of New York at Binghamton                                                                                             | Arabistik                                                             | Avicennas Kommentar zur Poetik des Aristoteles |      |
| Hans Daiber (1942–2024)                   | Deutscher            | Universität Frankfurt am Main Universität Amsterdam                                                                                    | Arabistik                                                             | Aristoteles Semitico-Latinus Goldene Verse Iamblichos von Chalkis |      |
| Cristina D’Ancona Costa (* 1956)          | Italienerin          | Universität Pisa Universität Padua | Philosophiegeschichte                                                 | Rezeption des Aristoteles und des Neuplatonismus in der arabischen Philosophie und deren Überlieferung in das lateinische Mittelalter, Liber de causis, Kommentar des Thomas von Aquin zum Liber de causis, Theologie des Aristoteles |      |
| Albert Dietrich (1912–2015)               | Deutscher            | Universität Göttingen Deutsches Archäologisches Institut Istanbul                                                                      | Arabistik                                                             | Arabische Übersetzungen von Alexander von Aphrodisias und Pedanios Dioskurides |      |
| Hendrik Joan Drossaart Lulofs (1906–1998) | Niederländer         | Universität Amsterdam | Klassische Philologie Arabistik                                       | Aristoteles Semitico-Latinus |      |
| Gerhard Endress (* 1939)                  | Deutscher            | Universität Bochum | Arabistik                                                             | Proklos Graeco-arabische Lexikographie: A Greek and Arabic Lexicon (mit Dimitri Gutas) |      |
| Michel Fattal (* 1954)                    | Franzose             | Universität Pierre Mendès-France Grenoble II                                                                                           | Philosophie                                                           | Rezeption des Platonismus und Neuplatonismus in der islamischen Philosophie, besonders bei Al-Farabi |      |
| Silvia Fazzo (* 20. Jh.)                  | Italienerin          | Universität Trient | Klassische Philologie Philosophie                                     | Rezeption der Metaphysik des Aristoteles und des Alexander von Aphrodisias in der islamischen Philosophie |      |
| Francesco Gabrieli (1904–1996)            | Italiener            | Universität La Sapienza Universität Neapel L’Orientale Universität Palermo                                                             | Arabistik                                                             | Rezeption der Gesetze Platons bei Alfarabi |      |
| Emma Gannagé (* 1967)                     | US-Amerikanerin      | Université Saint-Joseph, Beirut | Philosophie                                                           | Edition eines lediglich bei Dschābir ibn Hayyān erhaltenen Fragments eines Kommentars des Alexander von Aphrodisias zu Aristoteles, De generatione et corruptione, Rezeption der griechischen politischen Philosophie in der islamischen |      |
| Ivan Garofalo (* 1948)                    | Italiener            | Universität Siena | Gräzistik                                                             | Erschließung und textkritische Auswertung arabischer Übersetzungen griechischer Texte zur Medizin und Biologie; Galen, Erasistratos |      |
| Hans Ludwig Gottschalk (1904–1981)        | Deutscher            | Universität Wien Mingana-Collection, Birmingham                                                                                        | Arabistik Islamwissenschaft                                           | Rezeption der antiken Wissenschaften durch den Islam |      |
| Sylvain Gouguenheim (* 1960)              | Franzose             | École normale supérieure de Lyon | Mediävistik                                                           | Aristote au Mont-Saint-Michel: umstrittene Leugnung der Tatsache, dass griechische Medizin, Wissenschaft und Philosophie durch islamische Intellektuelle an das westliche Mittelalter vermittelt wurden |      |
| Dimitri Gutas (* 1945)                    | Grieche              | Yale University | Gräzistik Arabistik                                                   | Medizin, Naturwissenschaft und Philosophie (vor allem in Bagdad) Editionsprojekt von William W. Fortenbaugh und Robert W. Sharples zu Theophrast Graeco-arabische Lexikographie: A Greek and Arabic Lexicon (mit Gerhard Endress) Übersetzungen zwischen dem Griechischen, Syrischen, Arabischen, Hebräischen und Lateinischen vom Hellenismus bis zur Renaissance |      |
| Charles Homer Haskins (1870–1937)         | US-Amerikaner        | Harvard University University of Wisconsin                                                                                             | Mediävistik                                                           | lateinische Übersetzungen aus dem Griechischen und Arabischen am normannischen Königshof in Palermo |      |
| Dag Nikolaus Hasse (* 1969)               | Deutscher            | Universität Würzburg | Philosophie Mittellateinische Philologie Arabistik                    | Rezeption der griechisch-arabischen Philosophie im lateinischen Mittelalter |      |
| Wolfhart Heinrichs (1941–2014)            | Deutscher            | Harvard University | Arabistik Islamwissenschaft                                           | Arabische Übersetzung der Poetik des Aristoteles |      |
| Victor Jernstedt (1854–1902)              | Russe                | Universität Sankt Petersburg | Klassische Philologie Byzantinistik                                   | Michael Andreopoulos’ Übersetzung der Geschichten von Sindbad |      |
| Salim Kemal (1948–1999)                   | Brite                | University of Dundee Pennsylvania State University Amerikanische Universität Beirut Wolfson College, Cambridge                         | Philosophie                                                           | Poetik bei al-Fārābī, Avicenna und Averroes (unter Berücksichtigung der Rezeption der Poetik des Aristoteles) |      |
| Remke Kruk (* 1942)                       | Niederländerin       | Universität Leiden | Arabistik                                                             | Aristoteles Semitico-Latinus |      |
| Paul Kunitzsch (1930–2020)                | Deutscher            | Universität München | Klassische Philologie Arabistik                                       | Antike Astronomie und Astrologie, Wissenschaftsgeschichte, Rezeption der Antike in der arabisch-islamischen Kultur |      |
| Andreas Lammer (* 1980)                   | Deutscher            | Ruhr-Universität Bochum Radboud-Universität Nijmegen Universität Trier                                                                 | Philosophie Arabistik                                                 | Rezeption der aristotelischen, platonischen und neuplatonischen Philosophie bei Averroes und Avicenna |      |
| Anthony Lo Bello (* 1947)                 | US-Amerikaner        | Allegheny College, Meadville, Pennsylvania                                                                                             | Mathematik                                                            | Edition des Kommentars von al-Nayrizi zu Euklid und der lateinischen Übersetzung durch Gerhard von Cremona |      |
| Concetta Luna (* 1959)                    | Italienerin          | Scuola Normale Superiore di Pisa | Klassische Philologie Mittellateinische Philologie                    | Arabische Rezeption des Neuplatonismus |      |
| Muhsin Mahdi (1926–2007)                  | US-Amerikaner        | Harvard University Universität Chicago Universität Bagdad                                                                              | Arabistik                                                             | Rezeption von Platon und Aristoteles bei al-Fārābī |      |
| Maria Mavroudi (* 1967) Μαρία Μαυρουδή    | Griechin             | University of California, Berkeley Princeton University                                                                                | Byzantinische Philologie                                              | Byzanz und die Araber, Bilinguen im Mittelalter, byzantinische und islamische Wissenschaft |      |
| Oliver Overwien (* 1971)                  | Deutscher            | Corpus Medicorum Graecorum/Latinorum                                                                                                   | Klassische Philologie                                                 | Diogenes von Sinope sowie Hippokrates und Galen in arabischer Überlieferung |      |
| Francis Edward Peters (1927–2020)         | US-Amerikaner        | New York University | Klassische Philologie Islamwissenschaft                               | Rezeption des Aristoteles in der arabischen Philosophie |      |
| Peter E. Pormann (* 1971)                 | Deutscher            | University of Manchester | Klassische Philologie Islamwissenschaft                               | Rezeption der griechischen Medizin, Naturwissenschaft und Philosophie in der islamischen Welt |      |
| Marwan Rashed (* 1971)                    | Franzose             | Université Paris-Sorbonne École normale supérieure de la rue d’Ulm                                                                     | Klassische Philologie Philosophiegeschichte                           | Rezeption des Aristoteles in der arabischen Philosophie |      |
| Roshdi Rashed (* 1936)                    | Ägypter und Franzose | Universität Paris VII | Wissenschaftsgeschichte                                               | Griechische und arabische Mathematik, Apollonios von Perge |      |
| Franz Rosenthal (1914–2003)               | Deutscher            | Yale University University of Pennsylvania Hebrew Union College                                                                        | Arabistik                                                             | Rezeption der Antike im Islam |      |
| George Saliba (* 1939)                    | US-Amerikaner        | Columbia University | Arabistik                                                             | Rezeption der griechischen in der arabischen Naturwissenschaft, insbesondere Astronomie |      |
| Carlo Scardino (* 1975)                   | Italiener            | Universität Düsseldorf | Klassische Philologie Arabistik                                       | Arabische Übersetzungen griechischer Fachschriftstellerei zur Landwirtschaft |      |
| Giuseppe Serra (* 1937)                   | Italiener            | Universität Padua | Klassische Philologie                                                 | Rezeption der griechischen in der arabischen Philosophie, arabische Rezeption der Poetik des Aristoteles |      |
| Gotthard Strohmaier (* 1934)              | Deutscher            | Freie Universität Berlin Corpus Medicorum Graecorum/Latinorum, Berlin-Brandenburgische Akademie der Wissenschaften                     | Klassische Philologie Arabistik                                       | Medizin, Naturwissenschaft und Philosophie Erschließung und textkritische Verwertung mittelalterlicher arabischer Übersetzungen griechischer Texte Rezeption der Antike im Islam |      |
| Richard C. Taylor (* 1950)                | US-Amerikaner        | Marquette University | Philosophie Mediävistik                                               | Übersetzung und Rezeption der Schrift De anima des Aristoteles durch Averroes, Rezeption der griechischen in der arabischen Philosophie |      |
| Pierre Thillet (1918–2015)                | Franzose             | Universität Paris I | Klassische Philologie                                                 | Aristoteles, Neuplatonismus, Alexander von Aphrodisias, Rezeption in der islamischen Philosophie |      |
| Jaroslav Tkáč (1871–1927)                 | Österreicher         | Gymnasien in Wien | Klassische Philologie                                                 | Die arabische Übersetzung der Poetik des Aristoteles |      |
| Gerald J. Toomer (* 1934)                 | Brite                | Brown University Corpus Christi College, Oxford                                                                                        | Mathematik- und Wissenschaftsgeschichte Klassische Philologie         | Antike griechische Mathematik und Astronomie, arabische Übersetzung des Apollonios von Perge |      |
| Manfred Ullmann (* 1931)                  | Deutscher            | Universität Tübingen | Arabistik                                                             | Graeco-arabische Lexikographie: Wörterbuch zu den griechisch-arabischen Übersetzungen des 9. Jahrhunderts Medizin Spruchdichtung, Menander-Sentenzen |      |
| Cornelis H. M. Versteegh (* 1947)         | Niederländer         | Universität Nijmegen | Arabistik                                                             | Altgriechische und arabische Sprachwissenschaft |      |
| Richard Rudolf Walzer (1900–1975)         | Deutscher und Brite  | Universität Hamburg St Catherine’s College, Oxford Oriel College, Oxford Universität Rom                                               | Philosophie Klassische Philologie Hebraistik                          | Tradition des griechischen Denkens in der arabischen Philosophie, Plato Arabus |      |
| Harry Austryn Wolfson (1887–1974)         | US-Amerikaner        | Harvard University | Philosophie Judaistik                                                 | Rezeption des Aristoteles in der arabischen und der jüdischen Philosophie, insbesondere bei Chasdaj Crescas |      |

| Legende |
| --- |
| Wissenschaftler: Diese Spalte erfasst den Namen, die Lebensdaten und gegebenenfalls die griechische Namensform. Nationalität: Diese Spalte erfasst die Nationalität, soweit angesichts von Datenschutz und Persönlichkeitsrechten eruierbar. Insbesondere im Fall von Auslandsgriechen kann auch doppelte Staatsbürgerschaft gegeben sein, ohne dass dies in der Öffentlichkeit bekannt sein muss. Wirkungsort: Diese Spalte erfasst für Akademiker in der Regel ausschließlich die Universitäten, an denen sie im Range eines Professors gelehrt haben, gegebenenfalls in biographischer Reihenfolge (der aktuelle Ort zuoberst). Für Angestellte von Forschungsinstitutionen wird die Institution angegeben, für alle anderen (Honorarprofessoren, akademischer Mittelbau, Lehrbeauftragte, Lehrer und so weiter) die Stadt, in welcher sie tätig sind oder waren. Qualifikationen: Diese Spalte erfasst die akademischen Qualifikationen der aufgeführten Forscher. Forschungsschwerpunkte: Diese Spalte erfasst in Stichworten die wesentlichen Arbeitsgebiete und Forschungsleistungen der aufgeführten Forscher ausschließlich im Bereich der Graeco-Arabica. Werktitel sind kursiv gesetzt. Bild: Diese Spalte zeigt Abbildungen der genannten Forscher in Gestalt von Photographien, Gemälden, Holzschnitten und dergleichen. |